# Utricularia inflata
Utricularia inflata — вид рослин із родини пухирникових (Lentibulariaceae).

## Біоморфологічна характеристика

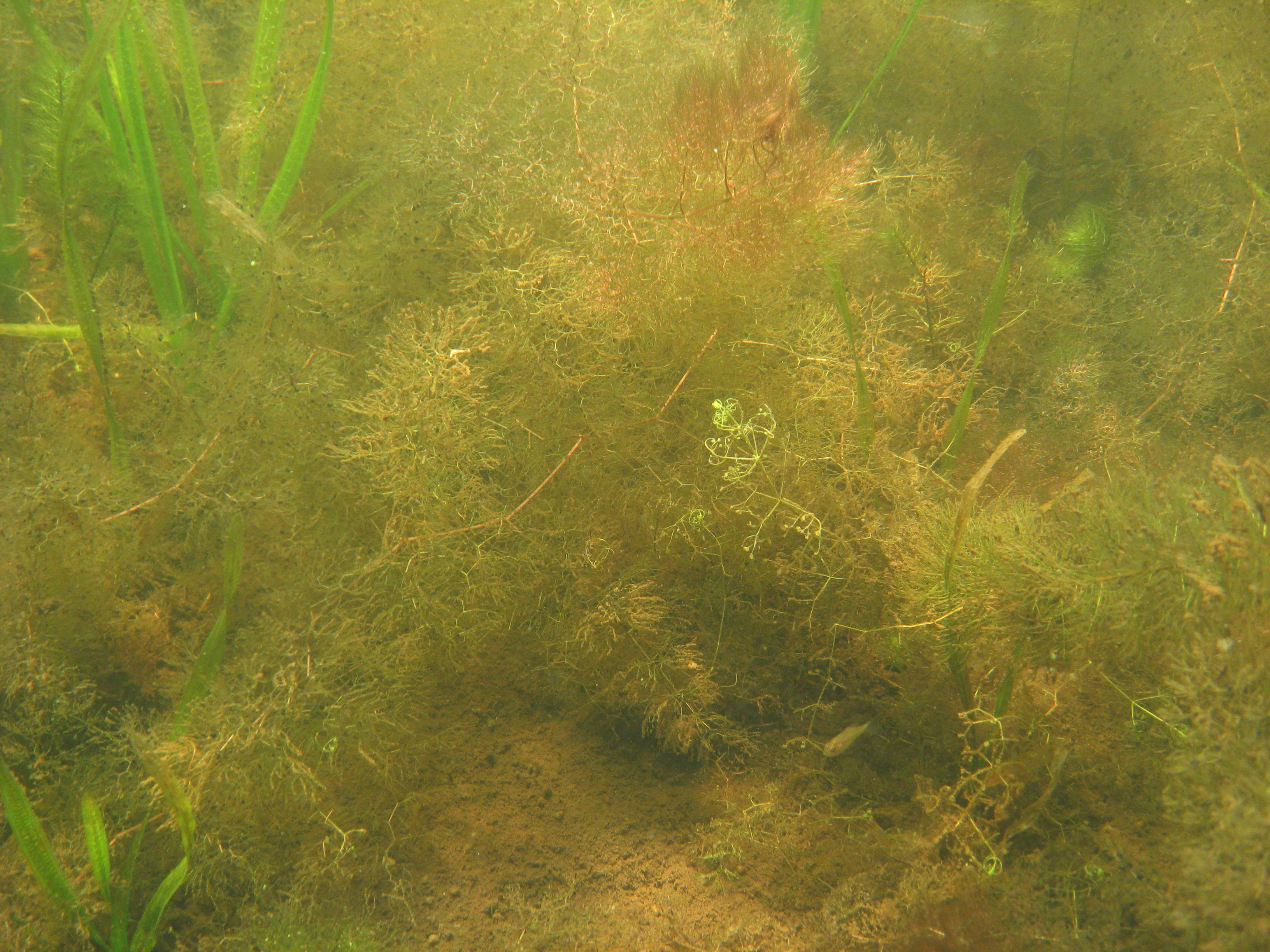
У середовищі проживання

Багаторічник. Ниткоподібні столони можуть мати довжину до одного метра або довше, але товщиною всього 1–2 мм. Іноді столони виробляють плавучі повітряні пагони на поверхні води та бульбоподібні органи в субстраті. Листоподібні структури є крихітними й ниткоподібними, вони численні й завдовжки від 2 до 18 см. На останніх сегментах листків утворюються яйцеподібні пастки, які завдовжки 1–3 мм і дуже численні. Цвітіння може початись у січні й тривати до червня. На цій фазі рослина виробляє спицеподібний виток губчастих структур на поверхні води («поплавок»), що підтримують суцвіття. Прямовисні суцвіття завдовжки 20–50 см. Окрема рослина може утворювати кілька суцвіть, але вони, як правило, віддалені одне від одного. У суцвіттях утворюється 9–14 (іноді 4–17) квіток з нерівними частками чашечки, довжиною 3–5 мм. Віночок може мати довжину 2–2.5 см, він яскраво-жовтий з коричневими прожилками на шпорці та коричневими відмітками на нижній частці віночка. 2n = 18 для найпоширенішої форми і 2n = 36 для більших тетраплоїдних популяцій. Тетраплоїдна «раса» (її популяції розташовані у Флориді) може бути вдвічі більшою за звичайні диплоїдні види.

## Середовище проживання
Зростає в США — Алабама, Арканзас, Делавер, Флорида, Джорджія, Кентуккі, Луїзіана, Массачусетс, Меріленд, Міссісіпі, Північна Кароліна, Нью-Джерсі, Нью-Йорк, Оклахома, Пенсильванія, Південна Кароліна, Теннессі, Техас, Вірджинія, штат Вашингтон.